# Cizeliranje
Cizeliranje (Repoussé [ʁəpuse] ali repoussage [ʁəpusaʒ]) je krasilna tehnika površinske obdelave kovinske pločevine, pri kateri se jo oblikuje s kladivci, dletci in kovaškimi nastavki s hrbtne strani, da se ustvari zasnova z nizkim reliefom. Vtiskanje je podobna tehnika, pri kateri se predmet udarja na sprednji strani in je potopljen v kovino. Obe tehniki se pogosto uporabljata skupaj.
Mnogo kovin se lahko uporablja za cizeliranje, vključno zlato, srebro, baker in zlitine, kot so jeklo, bron in kositer, pa tudi titan.
Te tehnike so zelo starodavne in so se široko uporabljale po vsem svetu, saj zahtevajo le najpreprostejša orodja in materiale, hkrati pa omogočajo veliko raznolikost izražanja. So tudi razmeroma varčne, saj ne pride do izgube ali odpadkov kovine, ki večinoma ohranijo prvotno velikost in debelino. Orodne oznake so pogosto namerno puščene v rezultatu.
Med številnimi znanimi primeri cizeliranja so predzgodovinski Gundestrupski kotel, Tutankamonova maska, oklepi iz bronaste dobe, bakreni okraski domorodcev iz Amerike in ne nazadnje Kip svobode v New Yorku.

## Etimologija
Beseda repoussé je francoska in pomeni 'potisnjen navzgor', iz latinščine pulsare, kar pomeni 'potiskati'. Repoussage je samostalnik, ki se nanaša na tehniko, pri čemer je repoussé pridevnik, ki se nanaša na predmet, na katerem je bila uporabljena tehnika (npr. "Repoussé delo", "repoussé kos").
Vtiskanje izvira iz francoske besede chasser in pomeni 'izgnati' ali 'loviti okoli', kar počnejo umetniki, ko 'lovijo' oblike na kovini, da bi ustvarili končno obliko.

## Zgodovina
Tehnika cizeliranja izvira iz antike, široko pa so jo uporabljali z zlatom in srebrom za natančna podrobna dela ter z bakrom, kositrom in bronom za večje skulpture.

### Evropska predzgodovina inbronast adoba
Med 3. tisočletjem pred našim štetjem so na Bližnjem vzhodu uvedli različne metode polmasovne proizvodnje, da bi se izognili ponavljajočemu se ročnemu delu. Z najpreprostejšo tehniko se lahko pločevinasto zlato stisne v modele, vklesane intaglio v kamen, kosti, kovine ali celo materiale, kot je gagat (vrsta lignita). Zlato bi lahko vdelali v modele z lesenim orodjem ali pogosteje, s tem, da bi čez njega udarili vosek ali svinec.
Namesto, da zlato pločevino stisnejo v matrico, jo obdelajo nad oblikovanim reliefnim vzorcem. Tu bi bila podrobnost večja na zadnji strani končnega oblikovanja, zato je bilo pogosto izvedeno nekaj končnega vtiskanja od spredaj, da se izostri detajl.
Uporaba udarjanja vzorcev sega v prvo polovico 2. tisočletja pred našim štetjem, če ne že prej. Najpreprostejši vzorci so bili izdelani z zankami ali drsenjem žice.
Gundestrupski kotel (izdelek keltske kulture, izdelan med 150 pr. n. št. in 1. letom našega štetja) je imel prvotno trinajst ločenih srebrnih plošč s reliefom repoussé, s katerimi so obložili notranjost in zunanjost posode. 

### Stari Egipt
Leta 1400 pred našim štetjem je bilo egipčansko obdobje Amarna, v uporabi za podlogo repoussé pa smola in blato.
Lep primer egipčanskega cizeliranja je Tutankamonova maska, faraona pozne 18. dinastije. Večina maske je nastala s to tehniko, kar je videti kot en sam zlat list. Lapis lazuli in drugi kamni so bili vstavljeni v območja vdolbin po končni višini obraza. Slovesno brado, nehbetski jastreb in ureus so bili pritrjeni ločeno.

### Klasična antika
Do helenističnega obdobja je bila v uporabi kombinacija tolčenja in matrice. Leta 400 pred našim štetjem so Grki uporabljali čebelji vosek za polnilo.
Klasični kosi izdelani s tehniko cizeliranja so bronaste grške oklepne plošče iz 3. stoletja pred našim štetjem.
Warrenova čaša je rimska srebrna čaša, Mildenhalldski zaklad, Hoxneški zaklad, zaklad iz Water Newtona in Berthouvillski zaklad pa so primeri ostankov rimskega srebra, ki so jih našli v Angliji in severni Franciji s številnimi kosi z uporabo teh tehnik.

### Indija
Cizeliranje se je v Indiji običajno uporabljalo za ustvarjanje predmetov, kot so posode za vodo. Te posode so običajno narejene iz listov bakra ali srebra.

### Predkolumbovska Amerika
Številne predkolumbovske civilizacije v Amerikah, kot je kultura Chavin (približno 900 do 200 pred našim štetjem), so denimo cizeliranje uporabljale za izdelavo okraskov iz zlata in drugih kovin.
V obdobju Hopewellske in Mississippijske kulture v ameriškem jugovzhodu in srednjem zahodu so bili izdelki iz bakra v tehniki repoussé oblikovani kot obredne regalije in se na koncu uporabljali pri prestižnih pokopih.  Primeri so bili najdeni so motivi glave z naglavnim okrasjem s puščico in plošče z jastrebji plesalci. Čeprav so primere našli na zelo razpršenem območju (Spiro, Oklahoma, Etowah, Georgia in Moundville, Alabama), je večina v tako imenovanem Braden slogu, za katerega se domneva, da izvira iz mesta Cahokia v Collinsvilleu v Illinoisu.  Številne bakrene delavnice, odkrite med izkopavanji grobnice 34 na Kahokiji, so edine znane bakrene delavnice iz misisipijske kulture. 

### Sodobna dela
Največja znana skulptura, ustvarjena s to tehniko, je Kip svobode, pravilno Liberté éclairant le monde ('Svoboda razsvetljenje sveta') v zgornjem zalivu New Yorka. Kip je oblikoval v bakrenem repoussé v odsekih, z uporabo lesene konstrukcije za oblikovanje vsakega kosa med postopkom tolčenja.
- Umetnost in obrt; ščit iz Keswick School of Industrial Art, GB, 1895
- Repoussè na pločevinkah - "grški konj" mehiškega umetnika Manolo Vega, 2011
- Kip svobode, New York
- Izdelava Kipa svobode

## Metode
Delo se začne z izrezovanjem kosa pločevine na katerem se bo delalo. Najpogosteje se za tolčenje uporablja zlato, srebro, medenina in baker, lahko pa se dela tudi z železno, aluminijasto, titanovo in kositrovo pločevino. Pločevino se najprej omehča, tj. segreje do rdečega sijaja in se ohladi, obdela z 10 % žvepleno kislino da bi se očistili ognjeni oksidi. Pločevina se potem ponovno rahlo segreje in postavi na smolo, nanjo se prenese risba, ki se želi stolči in se tolče do željenega rezultata. Rezultat se lahko ponovno segreje in spet omehča in nadaljuje delo ali ploščo obrne in se dela z druge strani. Pri delu s kositrom in aluminijem se pločevina nikoli ne segreje do sijaja ker se ta pločevina topi na tej temperaturi. Prav tako se ne greje titan ampak se z njim dela takoj, brez večje dodelave. Ko se predmet obdela do želene stopnje, se ga lahko tudi kemično obarva oziroma patinira s kemičnim, elektrokemičmim ali termičnim načinom. 

### Toplotna obdelava
Kovinsko ploščo je treba običajno segrevati nekaj časa pri temperaturi, ki je nekoliko nižja od njenega tališča, da postane čim bolj upogljiva. Ta postopek bo morda treba ponoviti večkrat, saj se veliko kovin strdi in postane krhkih, ko jih s kladivom deformirajo.

### Pečenje smole
Plošča mora biti nato pritrjena na ustrezen nosilec. Pogosto uporabljena tehnika je, da se kovina položi čez plast smole. Ta se segreva, dokler ni dovolj mehka, da se lahko dobro sprime s kovino, napolni vse njene prostore in nato pusti, da se ohladi. Pri sobni temperaturi mora biti smola dovolj trda, da se lepi na kovino in jo drži na mestu, vendar še vedno dovolj mehka in plastična, da se lahko 'poda', ko se v kovino tolče.
Smola (ali termično lepilo) je pogosto nanesena kot debela plast čez mehkejšo podlago, ki lahko absorbira večje deformacije.
Kovinsko ploščo je treba večkrat sprostiti iz smole, da jo obrnemo in / ali ponovno segrejemo. Ostanke prilepljene na ploščo, je treba odstraniti z ustreznim topilom.

### Podloga
Ko ploščo trdno držimo za smoli, s sprednjo stranjo navzgor, obris želenega dizajna rahlo pritisnemo ('podložimo') nanjo s posebnim orodjem, ki na drugi strani ustvarja ozke dvignjene črte.

### Cizeliranje
Kovino obrnemo in ponovno pritrdimo na smolo, s hrbtno stranjo navzgor. Nato se izvede glavno delo tolčenja z različnimi pripomočki.
Ko je glavno delo končano, se kos ponovno sprosti s segrevanjem. Vdolbine na hrbtni strani, ustvarjene s tolčenjem, so napolnjene s stopljeno smolo. Ko se to polnjenje strdi, ploščo ponovno obrnemo in položimo na plast mehke smole. Ko se smola utrdi, se oblikovanje nato nadaljuje s pomočjo vgrezovanja. Ti postopki se lahko ponovijo večkrat izmenično.

### Vroče oblikovanje
Cizeliranje se lahko izvede tudi na materialih, kot je jeklo, ki jih je s kladivom pretežko hladno oblikovati. To dosežemo s segrevanjem kosa na dovolj visoko temperaturo, da postane plastičen, kot pri kovanju. V tem primeru je treba smolo opustiti ali jo nadomestiti z drugim materialom (kot pesek), ki lahko vzdrži vročino in nudi pravo vrsto podpore.

## Pripomočki
Orodja, potrebna za to tehniko, so: 
- Posoda za smolo za večje plošče ali težka polsferična litoželezna posoda za manjše premete. Posodo se lahko namesti čez peščeno vrečo ali usnjen obroč in jo nagne za poljuben kot.
- Toplotna pištola ali spajkalka za mehčanje smole in pritrditev plošče ali sprostitev.
- Nabor cizelirskih kladivc in različnih dlet, ki se uporabljajo za pritiskanje kovine:
  - tiste za izbijanje oblike,
  - za risanje črt,
  - za ravnanje in
  - tiste za matiranje.

Namesto posebnega kladiva se lahko uporablja tudi navadno kladivo, za lažja in težja dela.
- gorilnik za plamensko varjenje in rezanje ali kovaško peč za žarenje ali vročo obdelavo

Druga orodja so običajno priročna, npr. pinceta ali vijaki za držanje grelnih plošč.
Za izdelavo ali preoblikovanje lukenj se potrebuje žago ali drugo rezalno napravo ter brusilko, s katero se lahko površino obrusi in polira.